# Округ Албемарл (Вирџинија)
Албемарл (енгл. Albemarle County) је округ у америчкој савезној држави Вирџинија.

## Демографија
По попису из 2010. године број становника је 98.970, што је 19.734 (24,9%) становника више него 2000. године.
| Група             | 2000.          | 2010.          |
| Белци             | 66.218 (83,6%) | 77.130 (77,9%) |
| Афроамериканци    | 7.650 (9,7%)   | 9.600 (9,7%)   |
| Азијати           | 2.268 (2,9%)   | 4.625 (4,7%)   |
| Хиспаноамериканци | 2.029 (2,6%)   | 5.417 (5,5%)   |
| Укупно            | 79.236         | 98.970         |